# Viking Fotballklubb 2019
Questa voce raccoglie le informazioni riguardanti il Viking Fotballklubb nelle competizioni ufficiali della stagione 2019.

## Stagione
A seguito della promozione arrivata al termine del campionato 2018, il Viking è tornato in Eliteserien. La squadra ha chiuso la stagione al 5º posto finale, mentre ha conquistato per la 6ª volta il Norgesmesterskapet, grazie alla vittoria per 1-0 in finale contro l'Haugesund. In virtù di questo risultato, il Viking ha centrato la qualificazione all'Europa League 2020-2021.
Viljar Vevatne è stato il calciatore più utilizzato in stagione con 36 presenze tra tutte le competizioni. Kristian Thorstvedt è stato invece il miglior marcatore a quota 13 reti, realizzate tra campionato e coppa.

## Maglie e sponsor
Lo sponsor tecnico per la stagione 2019 è stato Umbro, mentre lo sponsor ufficiale è stato Lyse Energi. La divisa casalinga è composta da una maglietta blu scuro con inserti bianchi, pantaloncini bianchi e calzettoni blu scuro. Quella da trasferta era invece composta da una maglietta bianca con rifiniture blu scuro, pantaloncini blu scuro e calzettoni bianchi.
| Casa | Trasferta |

## Rosa
| N. |                     | Ruolo | Calciatore              |
| -- | ------------------- | ----- | ----------------------- |
| 1  | Norvegia (bandiera) | P     | Iven Austbø             |
| 3  | Norvegia (bandiera) | D     | Viljar Vevatne          |
| 4  | Norvegia (bandiera) | D     | Tord Johnsen Salte      |
| 5  | Islanda (bandiera)  | D     | Axel Óskar Andrésson    |
| 6  | Norvegia (bandiera) | D     | Runar Hove              |
| 7  | Norvegia (bandiera) | A     | Zymer Bytyqi            |
| 8  | Norvegia (bandiera) | C     | Johnny Furdal           |
| 9  | Norvegia (bandiera) | C     | Fredrik Torsteinbø      |
| 10 | Norvegia (bandiera) | A     | Tommy Høiland           |
| 11 | Norvegia (bandiera) | A     | Zlatko Tripić           |
| 12 | Norvegia (bandiera) | P     | Erik-Johannes Arnebrott |
| 14 | Norvegia (bandiera) | C     | André Danielsen         |
| 15 | Norvegia (bandiera) | P     | Amund Wichne            |
| 16 | Norvegia (bandiera) | A     | Even Østensen           |
| 18 | Norvegia (bandiera) | D     | Sondre Bjørshol         |
| 19 | Norvegia (bandiera) | A     | Jostein Ekeland         |

| N. |                      | Ruolo | Calciatore              |
| -- | -------------------- | ----- | ----------------------- |
| 20 | Norvegia (bandiera)  | A     | Ylldren Ibrahimaj       |
| 21 | Norvegia (bandiera)  | A     | Harald Nilsen Tangen    |
| 22 | Norvegia (bandiera)  | C     | Lasse Berg Johnsen      |
| 23 | Norvegia (bandiera)  | D     | Rolf Daniel Vikstøl     |
| 24 | Norvegia (bandiera)  | D     | Kristoffer Løkberg      |
| 25 | Nigeria (bandiera)   | A     | Usman Sale              |
| 27 | Islanda (bandiera)   | C     | Samúel Kári Friðjónsson |
| 28 | Norvegia (bandiera)  | C     | Kristian Thorstvedt     |
| 29 | Finlandia (bandiera) | A     | Benjamin Källman        |
| 30 | Norvegia (bandiera)  | D     | Adrian Pereira          |
| 34 | Norvegia (bandiera)  | D     | Sebastian Henriksen     |
| 41 | Norvegia (bandiera)  | P     | Trym Sølvberg Ur        |
| 43 | Norvegia (bandiera)  | C     | Lars Erik Sødal         |
| 44 | Norvegia (bandiera)  | D     | Nils Vallotto           |
| 45 | Norvegia (bandiera)  | A     | Ivar Øidvin             |

## Calciomercato

### Sessione invernale(dal 09/01 al 01/04)
| Arrivi | Arrivi                  | Arrivi    | Arrivi     |
| R.     | Nome                    | da        | Modalità   |
| ------ | ----------------------- | --------- | ---------- |
| D      | Axel Óskar Andrésson    | Reading   | definitivo |
| D      | Runar Hove              |           | svincolato |
| C      | Samúel Kári Friðjónsson | Vålerenga | prestito   |

| Partenze         | Partenze             | Partenze    | Partenze      |
| R.               | Nome                 | a           | Modalità      |
| ---------------- | -------------------- | ----------- | ------------- |
| D                | Claes Kronberg       |             | svincolato    |
| D                | Markus Nakkim        | Vålerenga   | fine prestito |
| D                | Kristian Novak       |             | svincolato    |
| D                | Eirik Wollen Steen   | Åsane       | definitivo    |
| C                | Steffen Ernemann     |             | svincolato    |
| C                | Jonas Pereira        | Fram Larvik | definitivo    |
| Altre operazioni |                      |             |               |
| R.               | Nome                 | da          | Modalità      |
| D                | Axel Óskar Andrésson | Reading     | fine prestito |

### Tra le due sessioni
| Arrivi | Arrivi | Arrivi | Arrivi   |
| R.     | Nome   | da     | Modalità |
| ------ | ------ | ------ | -------- |

| Partenze | Partenze                | Partenze   | Partenze |
| R.       | Nome                    | a          | Modalità |
| -------- | ----------------------- | ---------- | -------- |
| P        | Erik-Johannes Arnebrott | Tromsdalen | prestito |
| C        | Lasse Berg Johnsen      | Tromsdalen | prestito |
| A        | Harald Nilsen Tangen    | Tromsdalen | prestito |

### Sessione estiva(dal 01/08 al 31/08)
| Arrivi | Arrivi             | Arrivi      | Arrivi     |
| R.     | Nome               | da          | Modalità   |
| ------ | ------------------ | ----------- | ---------- |
| D      | Kristoffer Løkberg | Brann       | definitivo |
| A      | Benjamin Källman   | Inter Turku | prestito   |

| Partenze | Partenze | Partenze | Partenze |
| R.       | Nome     | a        | Modalità |
| -------- | -------- | -------- | -------- |

## Risultati

### Eliteserien

#### Girone di andata
| Arbitro: | Saggi (Drammen) |

|                       |           |  |
| Bytyqi 34’ Tripić 46’ | Marcatori |  |

| Arbitro: | Hagenes (Flaktveit) |

|  |           |                    |
|  | Marcatori | 8’, 90’ Thorstvedt |

| Arbitro: | Hobber Nilsen (Oslo) |

|                              |           |            |
| Thorstvedt 64’ Ibrahimaj 79’ | Marcatori | 85’ Haugen |

| Arbitro: | Hagen (Grue) |

|           |           |  |
| Kaasa 54’ | Marcatori |  |

| Arbitro: | Saggi (Drammen) |

|                                                            |           |                                  |
| Reginiussen 9’ Solbakken 52’, 90’ Storflor 74’ Karlsen 90’ | Marcatori | 51’ Ibrahimaj 66’ (rig.) Høiland |

| Arbitro: | Skjerven (Kaupanger) |

|             |           |           |
| Høiland 71’ | Marcatori | 69’ Ejuke |

| Drammen 13 maggio 2019, ore 19:00 7ª giornata | Strømsgodset     | 0 – 0 referto | Viking | Marienlyst Stadion (4.576 spett.)\| Arbitro: \| Smehus Kringstad \| |
| Arbitro:                                      | Smehus Kringstad |               |        |                                                                     |

| Arbitro: | Hansen (Feda) |

|                                              |           |  |
| Thorstvedt 47’ Høiland 60’ (rig.) Bytyqi 65’ | Marcatori |  |

| Arbitro: | Hagenes (Flaktveit) |

|                                                                 |           |             |
| Moström 10’ Omoijuanfo 39’, 49’ (rig.), 71’ Bjørshol 82’ (rig.) | Marcatori | 36’ Høiland |

| Arbitro: | Smehus Kringstad |

|                               |           |               |
| Tripić 50’ Høiland 88’ (rig.) | Marcatori | 72’ Straalman |

| Arbitro: | Hafsås (Trondheim) |

|  |           |                            |
|  | Marcatori | 44’ Thorstvedt 78’ Vevatne |

| Arbitro: | Hansen (Feda) |

|                                  |           |                                                     |
| Thorstvedt 37’ Sale 69’ Hove 90’ | Marcatori | 19’ Bjørkan 27’ Herrem 50’ Layouni 66’ Zinckernagel |

| Arbitro: | Steen (Bergen) |

|             |           |                 |
| Scriven 54’ | Marcatori | 38’ Friðjónsson |

| Stavanger 5 luglio 2019, ore 21:00 14ª giornata | Viking       | 0 – 0 referto | Haugesund | SR-Bank Arena (8.169 spett.)\| Arbitro: \| Eskås (Oslo) \| |
| Arbitro:                                        | Eskås (Oslo) |               |           |                                                            |

| Arbitro: | Hobber Nilsen (Oslo) |

|                                                           |           |             |
| Eggen Hedenstad 36’ Søderlund 40’, 73’ Konradsen 50’, 81’ | Marcatori | 44’ Ekeland |

#### Girone di ritorno
| Arbitro: | Hagen (Grue) |

|  |           |                            |
|  | Marcatori | 82’ James 86’ Wolff Eikrem |

| Arbitro: | Døvle (Larvik) |

|                           |           |            |
| Zinckernagel 2’ Evjen 32’ | Marcatori | 51’ Tripić |

| Arbitro: | Hagenes (Flaktveit) |

|                                                   |           |  |
| Torsteinbø 7’ Høiland 37’ (rig.), 77’ Pereira 83’ | Marcatori |  |

| Arbitro: | Hansen (Feda) |

|                     |           |                           |
| Thorstvedt 48’, 58’ | Marcatori | 84’ Solbakken 87’ Bakenga |

| Arbitro: | Steen (Bergen) |

|                             |           |                          |
| Ødegaard 37’ Abdellaoue 56’ | Marcatori | 85’ Høiland 89’ Østensen |

| Arbitro: | Skjerven (Kaupanger) |

|                          |           |  |
| Tripić 9’ Torsteinbø 51’ | Marcatori |  |

| Arbitro: | Hagenes (Flaktveit) |

|  |           |                                          |
|  | Marcatori | 5’, 23’ Østensen 75’ Pereira 79’ Källman |

| Arbitro: | Hafsås (Trondheim) |

|                                              |           |                     |
| Østensen 31’ Källman 58’ Hove 69’ Furdal 80’ | Marcatori | 4’ Solholm Johansen |

| Stabekk 6 ottobre 2019, ore 18:00 24ª giornata | Stabæk           | 0 – 0 referto | Viking | Nadderud Stadion (3.127 spett.)\| Arbitro: \| Smehus Kringstad \| |
| Arbitro:                                       | Smehus Kringstad |               |        |                                                                   |

| Arbitro: | Saggi (Drammen) |

|                                |           |               |
| Friðjónsson 26’ Torsteinbø 89’ | Marcatori | 90’ Gundersen |

| Arbitro: | Hansen (Feda) |

|                                    |           |                            |
| Pellegrino 43’, 59’, 63’ Sørli 90’ | Marcatori | 49’ Torsteinbø 73’ Vikstøl |

| Arbitro: | Hagenes (Flaktveit) |

|                                                |           |  |
| Ibrahimaj 14’ Torsteinbø 39’ Tripić 66’ (rig.) | Marcatori |  |

| Arbitro: | Hobber Nilsen (Oslo) |

|                     |           |  |
| Sandberg 80’ (rig.) | Marcatori |  |

| Arbitro: | Hansen (Feda) |

|                        |           |                         |
| Furdal 14’ Källman 43’ | Marcatori | 36’ David 52’ Søderlund |

| Arbitro: | Hafsås (Trondheim) |

|           |           |                                                              |
| Haugen 9’ | Marcatori | 16’, 72’ Thorstvedt 39’ Furdal 66’ Ibrahimaj 90’ Friðjónsson |

### Norgesmesterskapet
| Arbitro: | Kellerhals |

|             |           |                                |
| Karlson 39’ | Marcatori | 55’, 63’ Bytyqi 69’ Thorstvedt |

| Arbitro: | Higraff |

|          |           |                                      |
| Aano 47’ | Marcatori | 19’, 37’ Friðjónsson 28’, 81’ Tripić |

| Arbitro: | Steen (Bergen) |

|                     |           |                           |
| Kapidžić 90’ (rig.) | Marcatori | 46’ Høiland 58’ Ibrahimaj |

| Arbitro: | Saggi (Drammen) |

|                                                               |           |                       |
| Furdal 8’ Vikstøl 21’ Østensen 23’ Thorstvedt 84’ Høiland 86’ | Marcatori | 10’ Gyasi 18’ Braaten |

| Arbitro: | Steen (Bergen) |

|                                     |                      |                                             |
| Castro 11’ (rig.)                   | Marcatori            | 40’ Torsteinbø                              |
| Castro O. Lie Steen Sæthre Azofeifa | Tiri di rigore 3 – 5 | Høiland Østensen Pereira Friðjónsson Tripić |

| Arbitro: | Døvle (Larvik) |

|                                         |           |  |
| Thorstvedt 8’ Ibrahimaj 38’ Källman 52’ | Marcatori |  |

| Arbitro: | Eskås (Oslo) |

|  |           |                   |
|  | Marcatori | 51’ (rig.) Tripić |

## Statistiche

### Statistiche di squadra
| Competizione       | Punti | In casa | In casa | In casa | In casa | In casa | In casa | In trasferta | In trasferta | In trasferta | In trasferta | In trasferta | In trasferta | Totale | Totale | Totale | Totale | Totale | Totale | DR  |
| Competizione       | Punti | G       | V       | N       | P       | Gf      | Gs      | G            | V            | N            | P            | Gf           | Gs           | G      | V      | N      | P      | Gf     | Gs     | DR  |
| ------------------ | ----- | ------- | ------- | ------- | ------- | ------- | ------- | ------------ | ------------ | ------------ | ------------ | ------------ | ------------ | ------ | ------ | ------ | ------ | ------ | ------ | --- |
| Eliteserien        | 47    | 15      | 9       | 4       | 2       | 32      | 15      | 15           | 4            | 4            | 7            | 23           | 27           | 30     | 13     | 8      | 9      | 55     | 42     | +13 |
| Norgesmesterskapet | -     | 2       | 2       | 0       | 0       | 8       | 2       | 5            | 4            | 1            | 0            | 11           | 4            | 7      | 6      | 1      | 0      | 19     | 6      | +13 |
| Totale             | -     | 17      | 11      | 4       | 2       | 40      | 17      | 20           | 8            | 5            | 7            | 34           | 31           | 37     | 19     | 9      | 9      | 74     | 48     | +26 |

### Andamento in campionato
| Giornata  | 1 | 2 | 3 | 4 | 5 | 6 | 7 | 8 | 9 | 10 | 11 | 12 | 13 | 14 | 15 | 16 | 17 | 18 | 19 | 20 | 21 | 22 | 23 | 24 | 25 | 26 | 27 | 28 | 29 | 30 |
| --------- | - | - | - | - | - | - | - | - | - | -- | -- | -- | -- | -- | -- | -- | -- | -- | -- | -- | -- | -- | -- | -- | -- | -- | -- | -- | -- | -- |
| Luogo     | C | T | C | T | T | C | T | C | T | C  | T  | C  | T  | C  | T  | C  | T  | C  | T  | T  | C  | T  | C  | T  | C  | T  | C  | T  | C  | T  |
| Risultato | V | V | V | P | P | N | N | V | N | V  | V  | P  | N  | N  | P  | P  | P  | V  | N  | N  | V  | V  | V  | N  | V  | P  | V  | P  | N  | V  |
| Posizione | 3 | 1 | 1 | 3 | 5 | 5 | 6 | 6 | 7 | 5  | 4  | 4  | 5  | 5  | 7  | 8  | 8  | 7  | 8  | 8  | 7  | 5  | 5  | 5  | 5  | 5  | 5  | 5  | 5  | 5  |

Fonte:  Eliteserien 2019, su altomfotball.no, Altomfotball. URL consultato il 20 marzo 2021 (archiviato dall'url originale il 10 aprile 2021).
Legenda:

Luogo: C = Casa; T = Trasferta. Risultato: V = Vittoria; N = Pareggio; P = Sconfitta.

### Statistiche dei giocatori
| Giocatore        | Eliteserien | Eliteserien | Eliteserien | Eliteserien | Norgesmesterskapet | Norgesmesterskapet | Norgesmesterskapet | Norgesmesterskapet | Coppe europee | Coppe europee | Coppe europee | Coppe europee | Altre coppe | Altre coppe | Altre coppe | Altre coppe | Totale   | Totale | Totale      | Totale     |
| Giocatore        | Presenze    | Reti        | Ammonizioni | Espulsioni  | Presenze           | Reti               | Ammonizioni        | Espulsioni         | Presenze      | Reti          | Ammonizioni   | Espulsioni    | Presenze    | Reti        | Ammonizioni | Espulsioni  | Presenze | Reti   | Ammonizioni | Espulsioni |
| ---------------- | ----------- | ----------- | ----------- | ----------- | ------------------ | ------------------ | ------------------ | ------------------ | ------------- | ------------- | ------------- | ------------- | ----------- | ----------- | ----------- | ----------- | -------- | ------ | ----------- | ---------- |
| A. Andrésson     | 1           | 0           | 0           | 0           | 0                  | 0                  | 0                  | 0                  |               |               |               |               |             |             |             |             | 1        | 0      | 0           | 0          |
| E. Arnebrott     | 0           | 0           | 0           | 0           | 1                  | -1                 | 0                  | 0                  |               |               |               |               |             |             |             |             | 1        | -1     | 0           | 0          |
| I. Austbø        | 29          | -34         | 2           | 0           | 6                  | -4                 | 0                  | 0                  |               |               |               |               |             |             |             |             | 35       | -38    | 2           | 0          |
| L. Berg Johnsen  | 2           | 0           | 1           | 0           | 1                  | 0                  | 0                  | 0                  |               |               |               |               |             |             |             |             | 3        | 0      | 1           | 0          |
| S. Bjørshol      | 22          | 0           | 0           | 0           | 6                  | 0                  | 0                  | 0                  |               |               |               |               |             |             |             |             | 28       | 0      | 0           | 0          |
| Z. Bytyqi        | 28          | 2           | 2           | 0           | 6                  | 2                  | 0                  | 0                  |               |               |               |               |             |             |             |             | 34       | 4      | 2           | 0          |
| A. Danielsen     | 9           | 0           | 0           | 0           | 1                  | 0                  | 0                  | 0                  |               |               |               |               |             |             |             |             | 10       | 0      | 0           | 0          |
| J. Ekeland       | 11          | 1           | 0           | 0           | 2                  | 0                  | 0                  | 0                  |               |               |               |               |             |             |             |             | 13       | 1      | 0           | 0          |
| S. Friðjónsson   | 28          | 3           | 7           | 0           | 5                  | 2                  | 0                  | 0                  |               |               |               |               |             |             |             |             | 33       | 5      | 7           | 0          |
| J. Furdal        | 15          | 3           | 0           | 0           | 4                  | 1                  | 0                  | 0                  |               |               |               |               |             |             |             |             | 19       | 4      | 0           | 0          |
| S. Henriksen     | 0           | 0           | 0           | 0           | 0                  | 0                  | 0                  | 0                  |               |               |               |               |             |             |             |             | 0        | 0      | 0           | 0          |
| T. Høiland       | 22          | 8           | 5           | 0           | 5                  | 2                  | 1                  | 0                  |               |               |               |               |             |             |             |             | 27       | 10     | 6           | 0          |
| R. Hove          | 20          | 2           | 6           | 0           | 4                  | 0                  | 2                  | 0                  |               |               |               |               |             |             |             |             | 24       | 2      | 8           | 0          |
| Y. Ibrahimaj     | 28          | 4           | 2           | 0           | 6                  | 2                  | 1                  | 0                  |               |               |               |               |             |             |             |             | 34       | 6      | 3           | 0          |
| T. Johnsen Salte | 18          | 0           | 0           | 0           | 3                  | 0                  | 0                  | 0                  |               |               |               |               |             |             |             |             | 21       | 0      | 0           | 0          |
| B. Källman       | 11          | 3           | 0           | 0           | 2                  | 1                  | 0                  | 0                  |               |               |               |               |             |             |             |             | 13       | 4      | 0           | 0          |
| K. Løkberg       | 12          | 0           | 3           | 0           | 3                  | 0                  | 1                  | 0                  |               |               |               |               |             |             |             |             | 15       | 0      | 4           | 0          |
| H. Nilsen Tangen | 1           | 0           | 0           | 0           | 1                  | 0                  | 0                  | 0                  |               |               |               |               |             |             |             |             | 2        | 0      | 0           | 0          |
| I. Øidvin        | 0           | 0           | 0           | 0           | 0                  | 0                  | 0                  | 0                  |               |               |               |               |             |             |             |             | 0        | 0      | 0           | 0          |
| E. Østensen      | 15          | 4           | 1           | 0           | 0                  | 0                  | 0                  | 0                  |               |               |               |               |             |             |             |             | 15       | 4      | 1           | 0          |
| A. Pereira       | 17          | 2           | 2           | 0           | 5                  | 0                  | 2                  | 0                  |               |               |               |               |             |             |             |             | 22       | 2      | 4           | 0          |
| U. Sale          | 8           | 1           | 0           | 1           | 3                  | 0                  | 0                  | 0                  |               |               |               |               |             |             |             |             | 11       | 1      | 0           | 1          |
| L. Sødal         | 0           | 0           | 0           | 0           | 0                  | 0                  | 0                  | 0                  |               |               |               |               |             |             |             |             | 0        | 0      | 0           | 0          |
| T. Sølvberg Ur   | 0           | 0           | 0           | 0           | 0                  | 0                  | 0                  | 0                  |               |               |               |               |             |             |             |             | 0        | 0      | 0           | 0          |
| K. Thorstvedt    | 26          | 10          | 4           | 0           | 6                  | 3                  | 1                  | 0                  |               |               |               |               |             |             |             |             | 32       | 13     | 5           | 0          |
| F. Torsteinbø    | 23          | 5           | 0           | 0           | 7                  | 1                  | 0                  | 0                  |               |               |               |               |             |             |             |             | 30       | 6      | 0           | 0          |
| Z. Tripić        | 25          | 5           | 8           | 0           | 6                  | 3                  | 2                  | 0                  |               |               |               |               |             |             |             |             | 31       | 8      | 10          | 0          |
| N. Vallotto      | 0           | 0           | 0           | 0           | 0                  | 0                  | 0                  | 0                  |               |               |               |               |             |             |             |             | 0        | 0      | 0           | 0          |
| V. Vevatne       | 29          | 1           | 1           | 0           | 7                  | 0                  | 1                  | 0                  |               |               |               |               |             |             |             |             | 36       | 1      | 2           | 0          |
| R. Vikstøl       | 16          | 1           | 4           | 0           | 4                  | 1                  | 0                  | 0                  |               |               |               |               |             |             |             |             | 20       | 2      | 4           | 0          |
| A. Wichne        | 3           | -8          | 0           | 0           | 1                  | -1                 | 0                  | 0                  |               |               |               |               |             |             |             |             | 4        | -9     | 0           | 0          |